# Чохатаурский муниципалитет
Чохатаурский муниципалитет (груз. ჩოხატაურის მუნიციპალიტეტი čoxat’auris municipʼalitʼetʼi) — муниципалитет в Грузии, входящий в состав края Гурия. Находится на юго-западе Грузии, занимая восточную часть исторической области Гурия. Административный центр — пгт Чохатаури.

## История
Территория муниципалитета составляла одну из частей Гурийского княжества, в составе которого в 1810 году перешла под протекторат России, а затем, в 1829 году полностью вошла в её состав.
В 1840 году образуется Гурийский уезд с центром в Озургеты в составе Грузино-Имеретинской губернии. В 1846 году эта губерния расформировывается и Гурийский уезд оказывается в Кутаисской губернии. Это положение сохраняется вплоть до 1918 года. В 1918 году Гурия входит в состав Грузинской демократической республики, просуществовавшей до марта 1921 года.
Первое время после образования Грузинской советской республики (позднее ССР Грузия) сохраняется Гурийский уезд, который в 1930 году разделяется на 3 района, в том числе Чохатаурский. В 1962 году район был упразднён, территория включена в состав Махарадзевский района (ныне Озургетский район). 23 ноября 1963 года был восстановлен Чохатаурский район.
В 1995 году Чохатаурский район был включён в состав только что созданного Гурийского края.

## Население
По состоянию на 1 января 2018 года численность населения муниципалитета составила 18 415 жителей, на 1 января 2014 года — 22,5 тыс. жителей.
Согласно переписи 2002 года население района (муниципалитета) составило 24 090 чел.
| Грузины | Русские | Армяне | Осетины | Абхазы | Украинцы | Азербайджанцы | Греки  |
| 99,3 %  | 0,3 %   | 0,1 %  | 0,07 %  | 0,05 % | 0,03 %   | 0,01 %        | 0,01 % |

| Грузины  | 18 937 | 99,66 %  |
| Русские  | 37     | 0,19 %   |
| Армяне   | 11     | 0,06 %   |
| Осетины  | 4      | 0,02 %   |
| Греки    | 3      | 0,02 %   |
| Украинцы | 2      | 0,01 %   |
| другие   | 7      | 0,04 %   |
| всего    | 19 001 | 100,00 % |

## Административное деление
Территория муниципалитета разделена на 23 сакребуло:
- 1 поселковое (dabis) сакребуло: Чохатаури
- 16 общинных (temis) сакребуло
- 6 деревенских (soplis) сакребуло

## Список населённых пунктов
В состав муниципалитета входит 62 населённых пунктов, в том числе 1 посёлок городского типа.
- Чохатаури (груз. ჩოხატაური)
- Амаглеба (груз. ამაღლება)
- Ахалшени (груз. ახალშენი)
- Басилети (груз. ბასილეთი)
- Бжолиети (груз. ბჟოლიეთი)
- Букисцихе (груз. ბუკისციხე)
- Букнари (груз. ბუკნარი)
- Буксиети (груз. ბუქსიეთი)
- Бурнати (груз. ბურნათი)
- Вазиани (груз. ვაზიანი)
- Вани (груз. ვანი)
- Гагма-Добиро (груз. გაღმა დობირო)
- Гамогма-Добиро (груз. გამოღმა დობირო)
- Гантиади (груз. განთიადი)
- Гоголесубани (груз. გოგოლესუბანი)
- Гогоури (груз. გოგოური)
- Горабережоули (груз. გორაბერეჟოული)
- Гуристке (груз. გურისტყე)
- Гутури (груз. გუთური)
- Даблацихе (груз. დაბლაციხე)
- Джварцхма (груз. ჯვარცხმა)
- Земо-Ончикети (груз. ზემო ონჭიკეთი)
- Земо-Парцхма (груз. ზემო ფარცხმა)
- Земо-Суреби (груз. ზემო სურები)
- Земо-Эркети (груз. ზემო ერკეთი)
- Зенобани (груз. ზენობანი)
- Зомлети (груз. ზომლეთი)
- Зоти (груз. ზოტი)
- Ианеули (груз. იანეული)
- Интабуети (груз. ინტაბუეთი)
- Калагони (груз. კალაგონი)
- Квабга (груз. ქვაბღა)
- Квемо-Ончикети (груз. ქვემო ონჭიკეთი)
- Квемо-Хети (груз. ქვემო ხეთი)
- Квемо-Эркети (груз. ქვემო ერკეთი)
- Квенобани (груз. ქვენობანი)
- Кохнари (груз. კოხნარი)
- Мамулари (груз. მამულარი)
- Мециети (груз. მეწიეთი)
- Набеглави (груз. ნაბეღლავი)
- Накадули (груз. ნაკადული)
- Саквавистке (груз. საყვავისტყე)
- Самеба (груз. სამება)
- Тавпанта (груз. თავპანტა)
- Тавсуреби (груз. თავსურები)
- Тобахча (груз. თობახჩა)
- Тхилагани (груз. თხილაგანი)
- Хеви (груз. ხევი)
- Хидистави (груз. ხიდისთავი)
- Ципнагвара (груз. წიფნაგვარა)
- Ципнари (груз. წიფნარი)
- Цителгора (груз. წითელგორა)
- Чакитаури (груз. ჩაკიტაური)
- Чала-Кадагаури (груз. ჭალა-ქადაგაური)
- Чачиети (груз. ჭაჭიეთი)
- Чомети (груз. ჩომეთი)
- Чхакоура (груз. ჩხაკოურა)
- Швелаур-Цицибаури (груз. შველაურ-ციციბაური)
- Шуа-Амаглеба (груз. შუა ამაღლება)
- Шуа-Парцхма (груз. შუა ფარცხმა)
- Шуа-Суреби (груз. შუა სურები)
- Шубани (груз. შუბანი)